# Oidardis curupaoensis
Oidardis curupaoensis là một loài ruồi trong họ Asilidae. Oidardis curupaoensis được Kaletta miêu tả năm 1978. Loài này phân bố ở vùng Tân nhiệt đới.